# 連鎖 (アルバム)
| 専門評論家によるレビュー | 専門評論家によるレビュー |
| レビュー・スコア         | レビュー・スコア         |
| 出典                     | 評価                     |
| ------------------------ | ------------------------ |
| Allmusic                 | [ 1 ]                    |

連鎖 (Nexus) は、イギリスのロックバンド、アージェントによる5枚目のアルバム。1974年にCBSレコーズ（アメリカではエピック・レコーズ）でリリースされた。

## 収録曲
特に表記がないものは、ロッド・アージェント及びクリス・ホワイト作曲。
A面
1. コホーテク彗星の到来 - "The Coming Of Kohoutek" - 3:10
2. かつて太陽の回りでは - "Once Around The Sun" - 2:20
3. 無数の放浪者 - "Infinite Wanderer" - 3:02
4. ラヴ - "Love" (Ballard) - 3:51
5. 宇宙からの音楽 - "Music From The Spheres" - 8:10

B面
1. 電撃の嵐 - "Thunder And Lightning" (Ballard) - 5:05
2. 炎の守り人 - "Keeper Of The Flame" - 6:02
3. 人間 - "Man For All Reasons" (Ballard) - 4:44
4. 創造主との出会（死） - "Gonna Meet My Maker" (Ballard) - 4:35

## 担当
- ロッド・アージェント – オルガン、電子ピアノ、ヴォーカル
- ラス・バラード – ギター、ヴォーカル
- ジム・ロッドフォード – ベースギター、ギター、ヴォーカル
- ロバート・ヘンリット – ドラム、パーカッション